# Młynów (województwo dolnośląskie)

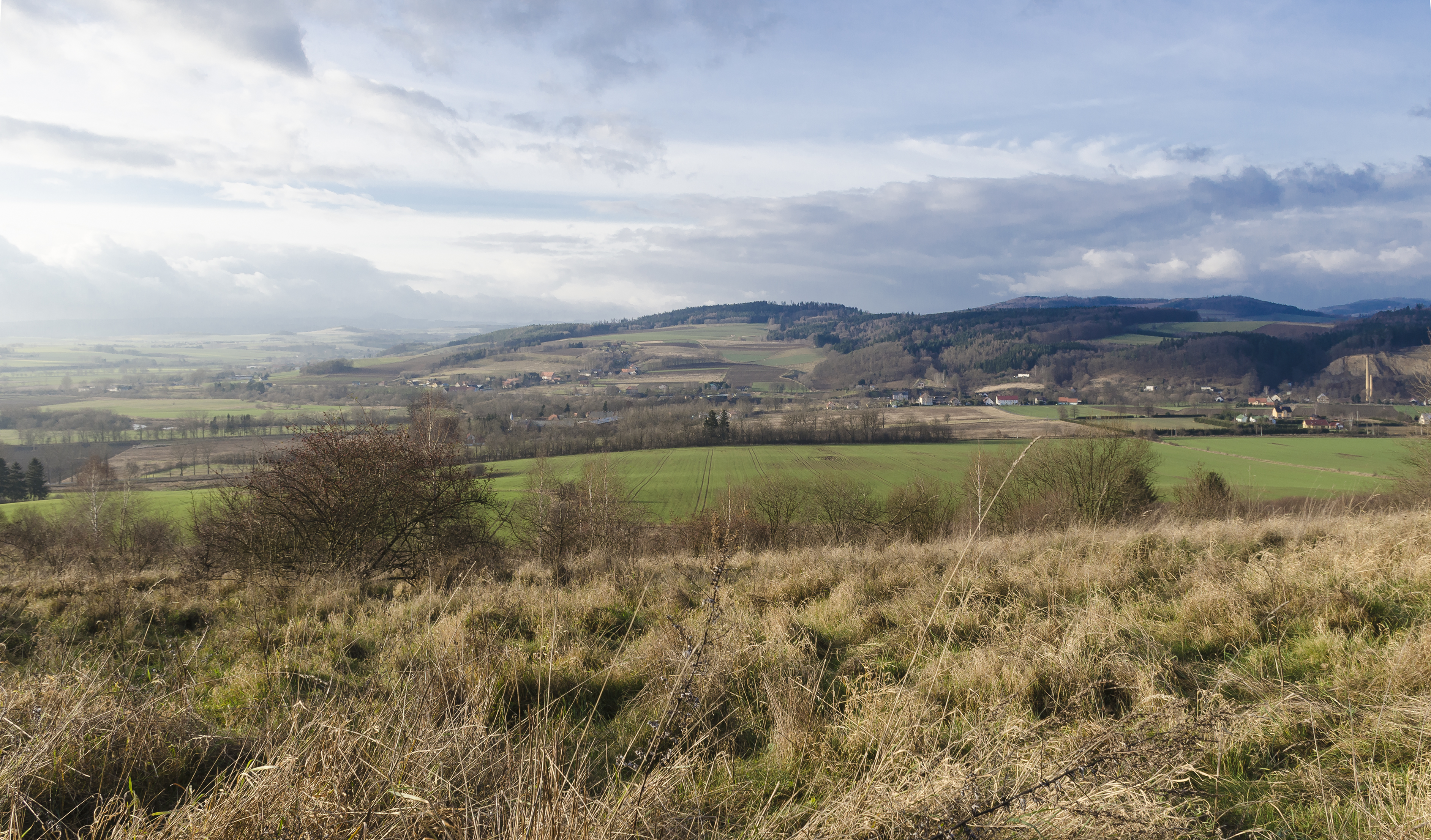
Młynów od południowego wschodu

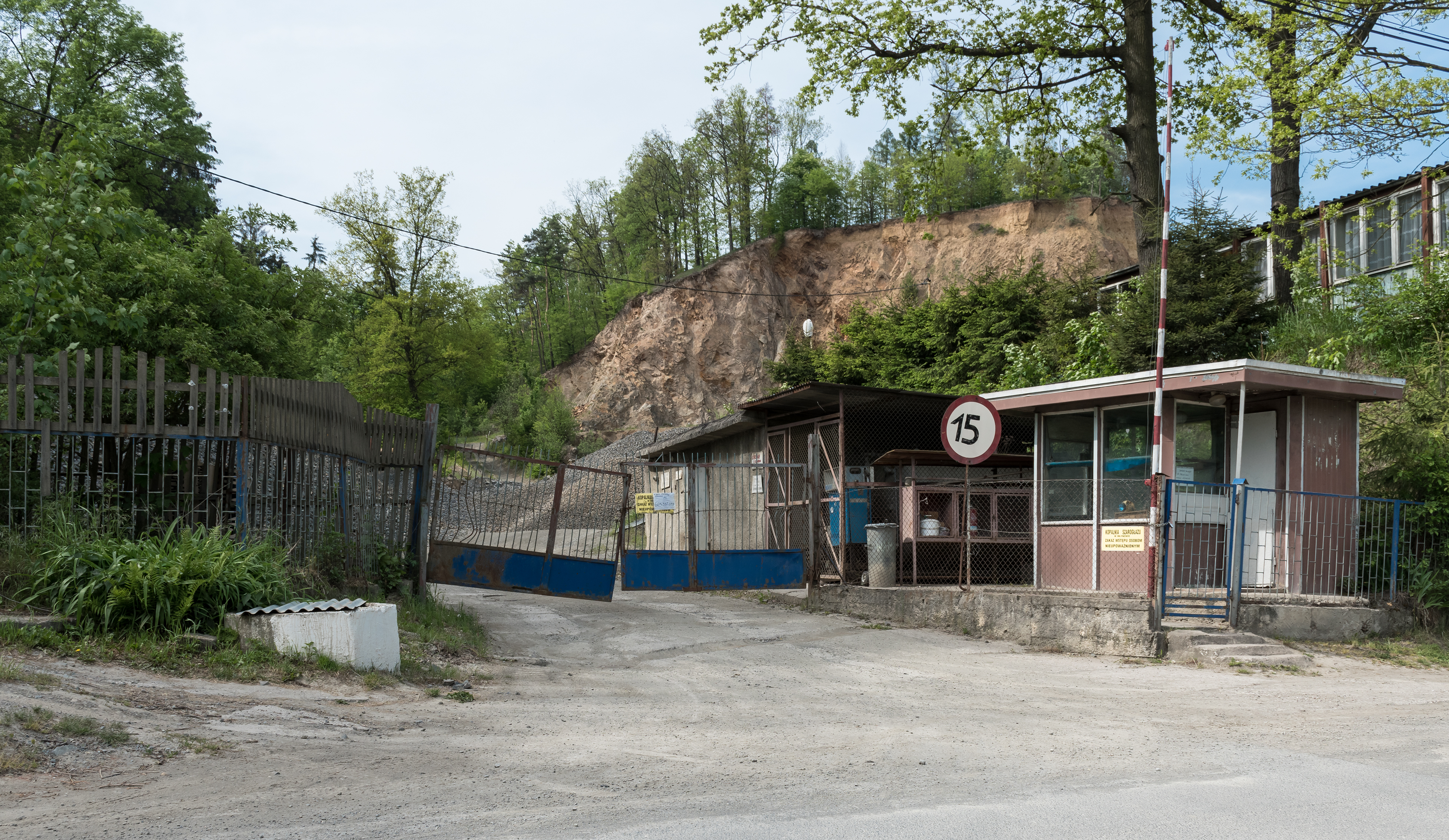
Kopalnia szarogłazu w Młynowie

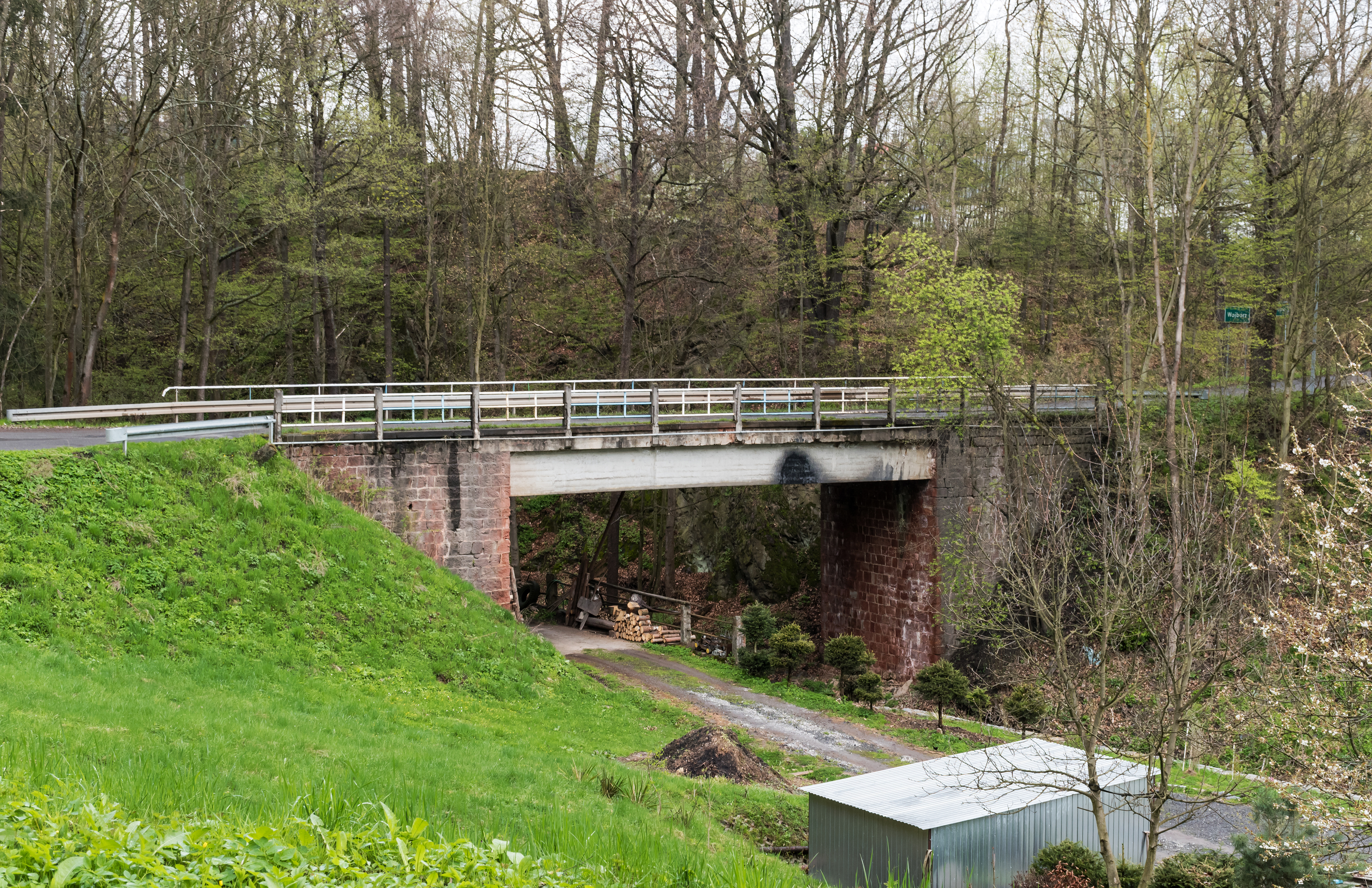
Wiadukt w Młynowie

Młynów (niem. Mühldorf) – wieś sołecka w Polsce położona w województwie dolnośląskim, w powiecie kłodzkim, w gminie Kłodzko.

## Geografia

### Położenie geograficzne
Młynów położony jest w Sudetach, u południowo-wschodniego wlotu Przełomu Bardzkiego na granicy z Kotliną Kłodzką. Od Kłodzka, stolicy powiatu i gminy oddalony jest o 5,6 km na północ. Od strony zachodniej graniczy z Łączną, na północy z Wojborzem, na wschodzie ze Podtyniem i Ławicą, a na południu ze Ścinawicą.
Według danych z 2008 r. wieś zajmowała obszar 2,13 km², co stanowiło 0,84% powierzchni gminy Kłodzko.

### Warunki naturalne
Młynów zaliczany jest do niewielkich wsi położonych nad Nysą Kłodzką, powyżej ujścia do niej Jaśnicy. Leży na wysokości około 275–325 m n.p.m. na lewym brzegu rzeki naprzeciwko Ławicy, z którą jest połączona kładką dla pieszych. Wieś ciągnie się luźno rozrzuconymi zabudowaniami wzdłuż Nysy Kłodzkiej. Większość z nich stoi na wysokiej terasie zakola rzeki, podcinającej wschodnie zbocza Zagajnika w Górach Bardzkich, które porastane są przez lasy.

### Budowa geologiczna
Zbocza wzniesień w Młynowie zbudowane są z dolnokarbońskich szarogłazów, z wkładkami gruboziarnistych piaskowców szarogłazowych, na których leżą plejstoceńskie gliny pyłowe i lessopodobne. W zboczach nad rzeką pojawiają się niewielkie skałki i odsłonki. W korycie rzeki zalegają z kolei holoceńskie żwiry i piaski, szczególnie dobrze widoczne w odsłonce na północnym krańcu wsi. W warstwach osadów rzecznych tkwią tam głazy przywleczone przez lądolód z przedpola Sudetów, m.in. można tam spotkać bazalty i granit skandynawski.

## Podział administracyjny
W latach 1975–1998 miejscowość administracyjnie należała do województwa wałbrzyskiego.

## Demografia
Ludność Młynowa na przestrzeni stuleci kształtowała się w następujący sposób:
Młynów nigdy nie należał do większych wsi w regionie i liczył do początku ubiegłego stulecia niespełna 100 osób z tendencją spadkową. Sytuacja ta zmieniła się wraz z rozwojem we wsi przemysłu papierniczego, kiedy ludność zaczęła rosnąć osiągając w 1933 roku liczbę 164 mieszkańców. W 1946 roku dotychczasowi mieszkańcy zostali wysiedleni w głąb Niemiec, a ich miejsce zajęli Polacy, którzy zostali tutaj osiedleni głównie z Kresów Wschodnich. Akcją osadniczą kierował oddział Państwowego Urzędu Repatriacyjnego z siedzibą w Kłodzku. W 1950 roku poziom zaludnienia wsi ze względu na korzystne warunki pracownicze przekroczył stan z czasów niemieckich, a dziesięć lat później wieś zamieszkiwało blisko 200 mieszkańców, co stanowiło najwyższy wynik w historii Młynowa. Przez kolejne lata sytuacja ludnościowa była ustabilizowana, a liczba mieszkańców zaczęła się zmniejszać dopiero pod koniec lat 80. XX wieku. Zjawisko to pogłębił brak pracy związany z likwidacją zakładów papierniczych. Mimo tego sytuacja ludnościowa wsi jest obecnie ustabilizowana na co wpływa bezpośrednie sąsiedztwo Kłodzka.

## Historia
| 1360 | villa Moldorff          |
| 1361 | Moldorf                 |
| 1400 | Möldorff                |
| 1406 | Mühldorf                |
| 1549 | Muldorf Möldorf         |
| 1631 | Millendorff Müllendorff |
| 1747 | Mühldorf                |
| 1945 | Młynowo                 |
| 1946 | Młynów                  |

### Początki wsi
Młynów powstał w Przełomie Bardzkim przez który wiódł jeden z najstarszych szlaków handlowych, funkcjonujący już w epoce brązu (szlak bursztynowy). Mimo tego wieś została założona znacznie później, co było wynikiem niezbyt dogodnego dla osadnictwa położenia tutejszych ziem. Czasami przyjmuje się, że osada w tym rejonie mogła powstać w okresie kolonizacji, czyli w końcu XIII lub na początku XIV wieku, ale pierwsza wzmianka w źródłach pisanych pojawiła się dopiero w 1360 roku i dotyczyła wyłącznie sprzedaży przez Czeschwitza (von Tschischwitza) von Czedliczowi lasu pomiędzy Wojborzem a Młynowem Rok później Wofhard von Czedlicz sprzedał prawdopodobnie ten sam las Niclasowi Mühlsteinowi. W dokumencie wymieniono wówczas młyn wodny i kamieniołom, a zatem jakaś osada w tym czasie musiała istnieć.

### Dzieje średniowiecze
Kolejne dokumenty wymieniają nadania poszczególnych panów wsi. W 1399 roku Paul Molstein podarował część lasu klasztorowi kanonikom regularnym z Kłodzka, a w rok później uczynił to samo Lucas Molstein. W 1409 roku chłopi z Łącznej oraz Młynowa zostali zmuszeni pod groźbą kar, do wyłącznego korzystania z młyna w Młynowie. Na początku XV wieku istniało tu dziedziczne wolne sędziostwo, ponieważ w 1412 roku byli wymieniani sędzia Mertin i pani Hedwiga. Sędziostwo to utrzymywało się przez kilkaset lat. Wieś w tym czasie stanowiła własność Paula Sebinrutenera, który ponadto posiadał inne okoliczne osady. W 1427 roku sprzedał on swoje dobra, w tym dwór w Ścinawicy i Młynów Steffenowi Wyeserowi. Osada ta nie była nigdy duża i nie posiadała kościoła przez co podobnie jak okoliczne osady należała do parafii św. Wacława w Kłodzku.

### Pod panowaniem Habsburgów
Pod panowaniem Habsburgów na ziemi kłodzkiej Młynów rozwijał się wolno, na co złożyło się jego niesprzyjające położenie. Prawdopodobnie został niszczony podczas wojny trzydziestoletniej. W 1631 roku mieszkało tutaj tylko 2 gospodarzy płacących podatki kościelne parafii w Wojborzu.

### W państwie pruskim
Żywszy rozwój wsi przypadł na XVIII wiek. W wyniku wojen śląskich i zawartego w 1763 roku pokoju w Hubertusburgu ziemia kłodzka znalazła się w granicach Królestwa Pruskiego. W 1765 roku wieś składała się z trzech części. Właścicielem największej był hrabia von Götz. Mieszkał w niej 1 kmieć, 10 zagrodników i 9 chałupników, z których 2 zajmowało się rzemiosłem. Drugą część stanowiła królewszczyzna, a trzecią stanowiło wolne sędziostwo, w którym mieszkało 6 zagrodników i 13 chałupników. W 1782 roku podział ten utrzymał się z tym, iż największa część należała do hrabiego Antona Alexandra von Magnisa z Bożkowa. Był tam folwark i młyn wodny, chociaż mieszkało 2 zagrodników i chałupników. W królewszczyźnie mieszkało tylko 2 zagrodników, a w wolnym sędziostwie był folwark i 5 chałupników. W całej wsi działało 6 rzemieślników. W związku z tym widać, że była to nadal mała i uboga osada.
Pierwsza połowa XIX wieku przyniosła ze sobą utrzymujący się podział Młynowa. Według danych z 1840 roku część hrabiego von Magnisa obejmowała młyn wodny, folwark i 6 budynków; wolne sędziostwo Roschdorfa liczyło 7 budynków, a królewszczyzna należała do urzędu w Kłodzku. W 1864 roku cały Młynów znajdował się w rękach hrabiego Wilhelma von Magnisa, jednego z największych posiadaczy ziemskich w hrabstwie kłodzkim. We wsi mieszkał wtedy dzierżawca Geisler, a cały majątek w osadzie obejmował 398 morgów (1870).

### W zjednoczonych Niemczech
Zasadnicza zmiana w dziejach wsi miała miejsce po zbudowaniu w latach 80. stulecia. W styczniu 1884 r. założono firmę Aktiengesellschaft für Papierfabrikation z kapitałem 450 tys. marek, która w ciągu kilku miesięcy wybudowała tu papiernię. Większość udziałów w spółce należało do rodziny Schöllerów. Papiernia została znacznie rozbudowana w 1894 r. i w 1900 r. Przed I wojną światową, przy zatrudnieniu 450 osób, wytwarzano tu około 45 t papieru dziennie (blisko 13,5 tys. ton rocznie). Była to wówczas największa papiernia na ziemi kłodzkiej oraz piąta na Śląsku. Na przełomie XIX i XX wieku rozbudowywano także tutejsze kamieniołomy. W 1925 roku Młynów składał się z 23 domów mieszkalnych oraz 42 gospodarstw. Podczas II wojny światowej w Młynowie działał niewielki obóz pracy. W dwóch barakach trzymano od lutego 1944 do lutego roku następnego około 30 jeńców radzieckich, których zatrudniono w miejscowym tartaku.

### W granicach Polski
Po 1945 ziemia kłodzka znalazła się w granicach Polski, a niemieckich mieszkańców wysiedlono w głąb Niemiec. Od samego początku przystąpiono do uruchomienia papierni, która podjęła produkcje jeszcze przed zakończeniem tego roku. Początkowo zakład ten podlegał razem z zakładami w Bardzie i innymi – Czułowskim, a następnie Głuchołaskim Zakładom Papierniczym. W tym czasie przeprowadzono modernizację zakładu, wstawiając pierwszą po wojnie na ziemiach polskich, nową maszynę papierniczą. Od 1954 roku utworzono Bardzkie Zakłady Celulozowo-Papiernicze, pod które podlegała młynowska papiernia. Zakład ten stanowił jednak przez wiele lat znaczące zagrożenie dla środowiska ze względu na duży zrzut toksycznych ścieków do Nysy Kłodzkiej. Do 1973 roku eksploatowano intensywnie kamieniołom szarogłazów, a następnie okresowo czynne tylko jedno wyrobisko, z którego pozyskuje się tłuczeń drogowy. Przełom miał miejsce po 1990 roku, kiedy to zamknięto papiernię i przystąpiono do jej powolnej rozbiórki. W 1997 roku wieś nawiedziła katastrofalna powódź tysiąclecia, która dodatkowo spowodowała straty w zabudowaniach fabrycznych. Woda zabrała ze sobą także most łączący Młynów z Ławicą, który został odbudowany dopiero dzięki wsparciu ze strony Unii Europejskiej. Od początku XXI wieku obserwowany jest powolny rozwój agroturystyki oraz powstają nowe domy jednorodzinne.

## Edukacja
W Młynowie ze względu na jego wielkość nie działa żadna szkoła, wobec czego dzieci i młodzież do 15 r. ż. uczęszczają do szkoły podstawowej w sąsiednim Wojborzu. Po ich zakończeniu większość z nich kontynuuje naukę w szkołach średnich na terenie Kłodzka.
Według danych z Narodowego Spisu Powszechnego z 2002 roku na 119 dorosłych mieszkańców wsi 0,8% z nich posiadało wykształcenie wyższe, 24,3% wykształcenie średnie z maturą, 25,2% wykształcenie zasadnicze zawodowe, najwięcej bo 32,7% wykształcenie podstawowe, a 16,8% nie posiada żadnego wykształcenia.

## Religia
Większość mieszkańców Młynowa jest wyznania rzymskokatolickiego. We wsi nigdy nie istniała osobna parafia, wobec czego wieś podlegała początkowo pod parafię św. Wacława w Kłodzku, a po jej likwidacji znalazła się w granicach parafii św. Jerzego w Wojborzu. Po ustanowieniu w 1947 roku parafii Niepokalanego Poczęcia Najświętszej Maryi Panny w Kłodzku-Jurandowie Młynów został pod nią podporządkowany. Od 2004 roku parafia ta wchodzi w skład nowo powstałej diecezji świdnickiej.

## Administracja
Młynów do 1945 r. był wsią gminną. Po zakończeniu II wojny światowej znalazł się w granicach Polski. Wszedł w skład województwa wrocławskiego, powiatu kłodzkiego i gminy Kłodzko. Po likwidacji gmin w 1954 r. i powołaniu w ich miejsce gromad, Młynów należał do gromady Ławica. Po zmianach w administracji terenowej w latach 70. XX w. osada weszła ponownie w skład gminy Kłodzko i województwa wałbrzyskiego.
Znacząca zmiana miała miejsce w 1990 r., kiedy to na terenie gminy Kłodzko utworzono sołectwa jako jednostki pomocniczego podziału administracyjnego, którego jedna z siedzib znalazła się w Młynowie. Na jego czele stoi sołtys, jako jednoosobowy organ władzy wykonawczej.
Mieszkańcy wsi wybierają do Rady Gminy jednego radnego co 5 lat, tworząc wspólny okręg wyborczy z Ławicą, Boguszynem, Morzyszowem, Podtyniem i Ścinawicą.

## Gospodarka
Powierzchnia wsi wynosi 213 ha, będąc w ten jedną z mniejszych osad w gminie Kłodzko, z czego większą część stanowią lasy porastające zachodnie zbocza wsi oraz tereny w bezpośrednim sąsiedztwie Nysy Kłodzkiej. Młynów należy do wsi rolniczo-przemysłowych, jednak od lat 90. XX wieku obserwowalny jest powolny upadek tych obu istotnych dla wsi działów gospodarki. W 1978 roku działały tutaj 25 gospodarstw rolnych, ale wyłącznie z pracy w rolnictwie utrzymywało się zaledwie ok. 14% ludności czynnej zawodowo. Pozostali mieszkańcy pracowali w miejscowym przemyśle, a część z nich dojeżdżała do pracy głównie do Kłodzka. W 1988 roku było 16 gospodarstw indywidualnych, a odsetek ludności rolniczej wzrósł do 93%. W Młynowie działała papiernia należąca do Bardzkich Zakładów Papierniczych. Czynne było także wyrobisko kamienia drogowego, co nadawało jej charakter przemysłowy.
| Rodzaj               | Powierzchnia (ha) | %      |
| -------------------- | ----------------- | ------ |
| użytki rolne         | 70                | 32,86% |
| tereny zamieszkane   | 28                | 13,14% |
| lasy                 | 115               | 54,00% |
| Powierzchnia wsi (Σ) | 213               | 100%   |

Na początku lat 90. XX wieku miała miejsce w Polsce transformacja ustrojowo-gospodarcza w wyniku której zamknięta została miejscowa papiernia, a jedynym czynnym zakładem pozostała czynna okresowo kopalnia szarogłazu. Według danych z 2010 roku we wsi istniało 7 podmiotów gospodarczych, z czego 3 dotyczą przemysłu i budownictwa, a 4 usług.
Młynów nie posiada zaplecza handlowo-usługowego. Wieś dysponuje jednak znaczącymi warunkami krajobrazowo-wypoczynkowymi, stąd też od wielu lat trwają zabiegi mające na celu rozbudowę agroturystyki.

## Infrastruktura

### Transport
Młynów leży na starym szlaku handlowym zwanym szlakiem bursztynowym. Mimo to przez wieś przechodzi wyłącznie droga o charakterze lokalnym łącząca Kłodzko z Wojborzem. W osadzie znajdują się trzy przystanki autobusowe. Do lat 90. XX wieku do Młynowa jeździły autobusy obsługiwane przez PKS Kłodzko. Obecnie jeżdżą tutaj busy kłodzkiej komunikacji miejskiej należącej do prywatnego przewoźnika A-Visty.
Przez wieś nie przebiega linia kolejowa. W związku z tym mieszkańcy korzystają z przystanku kolejowego w Ławicy, znajdującego się na linii kolejowej nr 276 z Wrocławia do Międzylesia.

### Bezpieczeństwo
W zakresie ochrony przeciwpożarowej oraz innych miejscowych zagrożeń – Młynów podlega rejonowi działania Powiatowej Straży Pożarnej oraz Komendzie Powiatowej Policji w Kłodzku. Funkcję dzielnicowego sprawuje mł. asp. Tomasz Kupiec. Podstawowe ratownictwo medyczne zapewnia położony 3 km na południowy wschód Szpital Powiatowy na kłodzkim Jurandowie.

## Architektura i urbanistyka
Młynów jest wsią łańcuchową, której zabudowania ciągną się wzdłuż Nysy Kłodzkiej. Przeważająca część budynków pochodzi z przełomu XIX i XX wieku z których część nawiązuje do górskiej architektury pensjonatowej. Brakuje jednak we wsi zabytków, a najcenniejszym obiektem była popadająca w ruinę papiernia z 1895 roku, w której dolnej części działa elektrownia wodna.